# CAPRISA 004
CAPRISA 004 és el nom de l'assig clínic dut a terme pel Centre for the AIDS Programme of Research in South Africa conegut com a CAPRISA. El títol oficial de l'estudi era «Phase IIb Trial to Assess the Safety and Effectiveness of the Vaginal Microbicide 1% Tenofovir Gel for the Prevention of HIV Infection in Women in South Africa». En concret, aquest estudi intentava demostrar l'eficàcia d'un gel com a mecanisme per a reduir la probabilitat d'infectar-se pel VIH durant una relació coital. El component clau d'aquest gel era una microbicida.

## Estudis previs
Estudis previs havien estudiat la seguretat i la tolerància del tenofovir en dones sexualment actives en comparació amb dones que practicaven l'abstinència sexual. Aquests estudis ja mostraven certa tendència a pensar que els medicaments amb microbicides com el tenofovir eren suficientment potents com per donar cert grau de protecció enfront del VIH. Altres estudis han demostrat, que l'ús del tenofovir també disminueix la probabilitat, sense eliminar-la, de contagi entre homes que mantenen un coit anal amb altres homes, tot i que els resultats han estat contradictoris en aquest sentit.

## Metodologia
L'assaig clínic es va dissenyar com una fase IIb, amb doble cec, mostra aleatoritzada comparada amb una mostra a qui se li aplicava un 1% del gel tenofovir com a placebo. La mostra la compongueren 889 dones joves considerades en risc de contraure el VIH. A la meitat se li va oferir el gel en estudi i a l'altra meitat se li va oferir fer servir el gel placebo mitjançant una distribució a l'atzar. La condició experimental era que totes les participants s'administressin una dosi del gel 12 hores abans de les relacions sexuals i 12 hores després. Totes elles foren assessorades sobre el VIH i la reducció de riscos, així com sobre l'ús del preservatiu. A més a més, l'estudi proporcionava preservatius per a ser usats durant la relació sexual. Dins el disseny experimental, també es comprometia a organitzar tractament de les infeccions de transmissió sexual que les participants tinguessin. L'estudi va començar el maig de 2007, es va completar el desembre de 2009, i les dades recollides en l'estudi va ser publicades el març de 2010. El disseny temporal de l'estudi preveia una duració de 30 mesos, amb prop de 14 mesos per reclutar voluntaris i amb seguiment de les persones que resultessin infectades. Els membres de l'equip, preveien 92 infeccions per VIH a les quals se'ls hi hauria de fer un seguiment.

## Objectius[1]

### Principal
- Avaluar l'eficàcia i seguretat del gel vaginal microbicida tenofovir, quan s'aplica per via vaginal a dones, en la prevenció d'infeccions de transmissió sexual del VIH.

### Secundàris
- Avaluar l'impacte, si n'hi ha, del gel tenofovir en la taxa d'incidència de l'alteració epitelial profunda.
- Avaluar l'impacte, si n'hi ha, del gel tenofovir en la càrrega viral en les dones que s'infecten amb el VIH durant l'assaig.
- Avaluar la resistència a tenofovir en seroconversors VIH durant l'assaig clínic.
- Determinar l'impacte, si n'hi ha, del gel tenofovir en les taxes d'embaràs.
- Avaluar l'impacte, si n'hi ha, del producte sobre la infecció per VIH i la resistència a tenofovir.

## Mostra
La mostra prevista era de 900 dones voluntàries d'entre 18 i 40 anys, sexualment actives i que no estiguessin infectades pel VIH. Entre els criteris d'inclusió s'incloïen els següents requisits:
- Ser capaç i està disposada a donar el seu consentiment informat per escrit per a ser examinada i per inscriure en l'estudi.
- Ser capaç i està disposada a proporcionar suficient informació per a fins de l'estudi.
- Ser sexualment activa, que es definia com haver tingut relacions sexuals vaginals almenys dues vegades en els últims 30 dies previs a la selecció.
- Ser seronegatiu en les proves realitzades pel personal de l'estudi dins dels 30 dies previs a la inscripció.
- Fer una prova d'embaràs negativa realitzada pel personal de l'estudi dins dels 21 dies previs a la inscripció.
- Estar d'acord a usar un anticonceptiu que no sigui de barrera.
- Estar d'acord a complir amb les visites d'estudi i procediments.

Entre els motius d'exclusió hi hauria:
- Història de reacció adversa al làtex.
- Plans de qualsevol de les següents accions durant els 16 a 30 mesos següents:
  - Viatjar fora de la zona d'estudi durant més de 30 dies consecutius.
  - Marxar lluny del lloc d'estudi.
  - Quedar embarassada
  - Inscriure's en qualsevol altre estudi d'un producte en fase d'investigació o modificació de la conducta relacionada amb la prevenció del VIH.
- Nivells de creatinina menors a 50ml/min, segons es va estimar utilitzant el mètode de Cockcroft i Gault.
- Infecció per l'hepatitis B (des de gener de 2009)
- Clínica aparent d'examen pelvià (observat pel personal de l'estudi) que suposin una alteració epitelial profunda.
- Haver participat en qualsevol investigació relacionada amb qualsevol producte aplicat vaginalment.
- Símptomes de malaltia de transmissió sexual i/o altres infeccions del tracte reproductiu que requereixen tractament, segons l'avaluació personal de l'estudi.
- Alguna altra condició que, basant-se en l'opinió de l'equip investigador o la persona designada, impedia la prestació del consentiment informat, que la participació en l'estudi fos insegura, que pogués complicar la interpretació de les dades dels resultats de l'estudi, o interferir amb l'assoliment dels objectius de l'estudi.

## Mesures

### Primary Outcome[1]
- S'esperen canvis amb relació a l'estat del VIH entre els grups de comparació (tenofovir i placebo).
- L'eficàcia de tenofovir contra la infecció per VIH es mesura mitjançant la comparació de la incidència de VIH en el grup de tenofovir amb el de placebo.

### Secondary Outcome[1]
- Canvi en la taxa d'incidència d'alteració epitelial profunda entre els per avaluar l'impacte, si n'hi ha, del gel de tenofovir en la taxa d'incidència de l'alteració epitelial profunda.
- Per avaluar l'impacte de gel de tenofovir en la càrrega viral.
- Per avaluar l'impacte, si n'hi ha, de gel de tenofovir en la càrrega viral en les dones que s'infecten amb el VIH durant l'assaig.
- Avaluar la resistència a tenofovir en seroconversores VIH durant l'assaig clínic.
- Determinar l'impacte, si n'hi ha, del gel de tenofovir en les taxes d'embaràs.
- Avaluar l'impacte, si n'hi ha, del producte sobre la infecció per VIH i la resistència del mateix al tenofovir
- Impacte del gel tenofovir sobre altres infeccions de transmissió sexual

## Disseny experimental
Hi havia dos grups experimentals amb les següents condicions:
| Grup         | Medicament            | Condició experimental |
| Experimental | tenofovir gel         | A les participants se'ls hi demanarà aplicar una primera dosi del producte, 1% de gel de tenofovir, dins de les 12 hores abans de tenir el coit i una segona dosi tan aviat com sigui possible dins de 12 hores després del coit. Se'ls aconsella l'ús de només dues dosis de gel en un període de 24 hores. |
| Placebo      | Universal HEC placebo | A les participants se'ls demanarà aplicar una primera dosi del producte, gel placebo, dins de les 12 hores abans del coit i aplicar una segona dosi tan aviat com sigui possible dins de 12 hores després del coit. Se'ls aconsella l'ús de només dues dosis de gel en un període de 24 hores.               |

## Resultats
Els investigadors van concloure que un microbicida que conté un 1% de tenofovir presentava, per a les dones que van participar en l'estudi, un 39% d'efectivitat en la reducció del risc de contraure el VIH durant les relacions sexuals i un 51% d'efectivitat en la prevenció de les infeccions d'herpes genital.

## Repercussió Científica
Els resultats de CAPRISA 004 van ser presentats oficialment a la 18a Conferència Internacional sobre la SIDA a Viena (Àustria). El Dr. Michel Sidibé de l'organització ONUSIDA va descriure els resultats de l'estudi com molt encoratjadors, ja que el tractament «podia ser controlat per les dones, i ser usat 12 hores abans, sense haver de demanar permís a l'home a utilitzar-ho. I el cost del gel no és alt». Anthony Fauci del NIAID va assegurar que «aquest era el primer estudi que havia demostrat tenir un efecte positiu clar d'un microbicida en el bloqueig de l'adquisició de la infecció pel VIH» i Mitchell Warren, director de l'AIDS Vaccine Advocacy Coalition, va dir que «era un dia veritablement històric per a la investigació de la prevenció del VIH».
Un nou estudi sobre el Tenofivir, amb disseny de prova clínica de fase III i denominat "FACTS 001", preveu un estudi més ampli que implicaria a 2.200 dones a Àfrica, i que en l'actualitat es troba en fase de cerca de voluntaris.